# Dysphania palestraria
Dysphania palestraria là một loài bướm đêm trong họ Geometridae.